# 3163 Randi
3163 Randi је Марсов тројански астероид чија средња удаљеност од Сунца износи 2,394 астрономских јединица (АЈ).
Апсолутна магнитуда астероида је 13,6.